# ششمین نفر
ششمین نفر مجموعه‌ای تلویزیونی به کارگردانی بهمن گودرزی ساخته سال ۱۳۹۰ است که از شبکه سوم ایران پخش شده‌است.
فیلمنامه این سریال توسط علی دلگشایی، علی دادرس و امین بهروزی براساس متنی از سوسن و بیژن موسوی‌کاشانی نوشته شده است. کامبیز کاشفی تهیه‌کنندگی این مجموعه تلویزیونی را به عهده داشته‌ است که در ۱۳ قسمت، ۳۰ دقیقه‌ای ساخته شده است..

## بازیگران
- پولاد کیمیایی
- نرگس محمدی
- رحیم نوروزی
- کامران تفتی
- عسل بدیعی
- نادر فلاح
- فرشید نوابی
- الهام چرخنده
- محمدباقر سیدی
- مهدی تقی‌نیا
- رضا اخلاقی راد
- سعید شریف
- توران قادری
- بهرام امیدی
- زویا امامی
- عباس موسوی
- مجتبی مسکنی

## داستان فیلم
در پی قتل پدر سرگرد آسایش که از افسران بلند پایه ارتش بوده، داوود برادر همسرش به اتهام قتل دستگیر می‌شود. این اتفاق سرآغاز روشن شدن ماجراهای پنهان دیگری است که ...